# Virágjárófélék
A virágjárófélék (Dicaeidae) a madarak osztályának verébalakúak (Passeriformes) rendjébe tartozó család.

## Rendszerezés
A családot Charles Lucien Jules Laurent Bonaparte francia ornitológus írta le 1853-ban, az alábbi nemek tartoznak ide:
- Prionochilus
- Dicaeum